# Erie (Kansas)
Erie – miasto w Stanach Zjednoczonych, w stanie Kansas, siedziba administracyjna hrabstwa Neosho.